# 측지선 완비 준 리만 다양체
리만 기하학에서 측지선 완비 준 리만 다양체(測地線完備準Riemann多樣體, 영어: geodesically complete pseudo-Riemannian manifold)는 그 측지선들이 중간에 임의로 끊기지 않는 준 리만 다양체이다.

## 정의
{\displaystyle (M,g)}가 준 리만 다양체라고 하자. 만약 다음 조건이 성립한다면, {\displaystyle (M,g)}를 측지선 완비 준 리만 다양체라고 한다.
임의의 {\displaystyle x\in M} 및 {\displaystyle v\in T_{x}M}에 대하여, {\displaystyle \gamma (0)=x}이며 {\displaystyle {\dot {\gamma }}(0)={\dot {x}}}이며 모든 {\displaystyle t\in \mathbb {R} }에 대하여 {\displaystyle {\sqrt {g({\dot {\gamma }}(t),{\dot {\gamma }}(t))}}=1}인 측지선 {\displaystyle \gamma \colon \mathbb {R} \to M}이 존재한다.
즉, 측지선 완비 준 리만 다양체는 측지선이 갑자기 끊기지 않는 준 리만 다양체이다. 예를 들어, 유클리드 공간이나 콤팩트 리만 다양체는 측지선 완비 리만 다양체이지만, 유클리드 공간의 (전체 공간이 아닌) 열린집합은 측지선 완비 리만 다양체가 아니다.
준 리만 다양체 {\displaystyle (M,g)} 및 임의의 점 {\displaystyle x\in X}가 주어졌을 때, 초기 속도에 측지선을 대응시키는 지수 사상
{\displaystyle \exp _{x}\colon \operatorname {dom} \exp _{x}\to M}
{\displaystyle \operatorname {dom} \exp _{x}\subseteq \operatorname {T} _{x}M}
을 정의할 수 있다. 물론, 정의역 {\displaystyle \operatorname {dom} \exp _{x}}는 {\displaystyle 0}의 근방을 포함한다. 측지선 완비성은 위 지수 사상이 {\displaystyle \operatorname {T} _{x}M} 전체에 정의될 수 있음을 뜻한다.
리만 다양체 {\displaystyle (M,g)} 속의 점 {\displaystyle x\in X}의 단사성 반지름(單射性半-, 영어: injectivity radius)은 {\displaystyle \exp _{x}\upharpoonright \{v\in \mathrm {T} _{x}M\colon g(v,v)<R^{2}}가 단사 함수가 되는 {\displaystyle R}들의 상한이다. (물론 이 개념은 리만 다양체가 아닌 준 리만 다양체에 대하여 무의미하다.)

### 확장 불가능성
준 리만 다양체 {\displaystyle (M,g)}가 다음 조건을 만족시킨다면, 확장 불가능 준 리만 다양체(擴張不可能準Riemann多樣體, 영어: inextendable pseudo-Riemannian manifold)라고 한다.
임의의 연결 성분 {\displaystyle (M_{i},g\upharpoonright M_{i})}에 대하여, 다음 두 조건을 만족시키는 연결 준 리만 다양체 {\displaystyle ({\tilde {M}},{\tilde {g}})} 및 등거리 매장 {\displaystyle \iota \colon (M_{i},g\upharpoonright M_{i})\hookrightarrow ({\tilde {M}},{\tilde {g}})}이 존재하지 않는다.
- {\displaystyle \iota (M_{i})}는 {\displaystyle {\tilde {M}}}의 열린집합이다.
- {\displaystyle {\tilde {M}}\setminus \iota (M)\neq \varnothing }이다.

## 성질
임의의 준 리만 다양체에 대하여 다음과 같은 함의 관계가 성립한다.
측지선 완비 ⇒ 확장 불가능 ⇐ 모든 연결 성분이 콤팩트 ⇐ 콤팩트
리만 다양체의 경우, 호프-리노프 정리(Hopf-Rinow定理, 영어: Hopf–Rinow theorem)에 따르면 다음 세 조건이 서로 동치이다.
- 측지선 완비 준 리만 다양체이다.
- 모든 연결 성분이 완비 거리 공간이다.
- (하이네-보렐 정리) 각 연결 성분 속에서, 모든 유계 닫힌집합이 콤팩트 집합이다.

여기서, 임의의 연결 리만 다양체 위에는 표준적인 거리 함수를 줄 수 있는데, 위의 "완비 거리 공간" 및 "유계 집합"은 이 거리 함수에 대한 것이다.
그러나 호프-리노프 정리는 리만 다양체가 아닌 준 리만 다양체의 경우 성립하지 않는다. 예를 들어, 클리프턴-폴 원환면은 그 반례이다.
다만, 콤팩트 로런츠 다양체의 리만 곡률이 어디서나 0이라면, 이는 항상 측지선 완비 다양체이다.

## 예
호프-리노프 정리를 만족시키지 않는 로런츠 다양체의 대표적인 예는 클리프턴-폴 원환면(Clifton-Pohl圓環面, 영어: Clifton–Pohl torus)이다.:193, Example 7.16 이는 콤팩트 공간이지만, 확장 불가능 다양체가 아니다.
원점을 제거한 평면 {\displaystyle {\tilde {M}}=\mathbb {R} ^{2}\setminus \{0\}=\{(x,y)\in \mathbb {R} ^{2}\colon (x,y)\neq (0,0)} 위에 다음과 같은 로런츠 계량을 주자.
{\displaystyle \mathrm {d} s^{2}={\frac {2\mathrm {d} x\,\mathrm {y} }{x^{2}+y^{2}}}}
이를 클리프턴-폴 평면(Clifton-Pohl平面, 영어: Clifton–Pohl plane)이라고 한다.
그렇다면, 다음과 같은 변환들은 {\displaystyle {\tilde {M}}} 위의 등거리 변환이다.
{\displaystyle S_{\lambda }\colon (x,y)\mapsto (\lambda x,\lambda y)\qquad \forall \lambda \in \mathbb {R} ^{+}}
이제, {\displaystyle S_{2}}로 생성되는 이산 부분군을 생각하자. 이에 대한 몫공간
{\displaystyle M={\frac {\tilde {M}}{(x,y)\sim (2x,2y)}}}
은 원환면 {\displaystyle \mathbb {S} ^{1}\times \mathbb {S} ^{1}}과 미분 동형이며, 특히 콤팩트 공간이다. {\displaystyle (M,g)}을 클리프턴-폴 원환면이라고 한다.
{\displaystyle (M,g)}은 콤팩트 로런츠 다양체이지만, 이는 측지선 완비 다양체가 되지 못한다. 예를 들어, 측지선
{\displaystyle \gamma (t)=\left((1-t)^{-1},0\right)}
은 {\displaystyle t=1}에서 정의되지 않는다. 마찬가지로, 측지선
{\displaystyle \gamma (t)=(\tan t,1)}
역시 {\displaystyle t\pm \pi /2}에서 정의되지 않는다.
사실, 다음과 같은 좌표 변환을 가하자.
{\displaystyle (u,v)=(\arctan x,\arctan y)}
그렇다면, 클리프턴-폴 평면의 계량은 다음과 같다.
{\displaystyle \mathrm {d} s^{2}={\frac {2\mathrm {d} u\,\mathrm {d} v}{\sin ^{2}u\cos ^{2}v+\sin ^{2}v\cos ^{2}u}}}
이는 자연스럽게
{\displaystyle N=\mathbb {R} ^{2}\setminus \left\{(\pi m/2,\pi n/2)\in \colon (m,n)\in \mathbb {Z} ^{2},\;m\equiv n{\pmod {2}}\right\}}
위에 정의된다. 즉, 단사 등거리 변환
{\displaystyle \iota \colon {\tilde {M}}\hookrightarrow N}
이 존재하며, 그 상은
{\displaystyle \iota (N)=\{(x,y)\colon |x|<\pi /2,\;|y|,\pi /2,\;(x,y)\neq (0,0)\}}
이다. {\displaystyle N}을 확장 클리프턴-폴 평면(擴張Clifton-Pohl平面, 영어: extended Clifton–Pohl plane)이라고 하며, 이는 {\displaystyle M}과 달리 측지선 완비 다양체이다.:§1.3 그러나 {\displaystyle N}의 경우 {\displaystyle M}을 정의하는 데 사용되었던 자기 등거리 변환이 존재하지 않는다.

## 역사
호프-리노프 정리는 하인츠 호프와 빌리 루트비히 아우구스트 리노프(독일어: Willi Ludwig August Rinow, 1907~1979)가 1931년에 증명하였다.
클리프턴-폴 원환면은 1962년에 이턴 클리프턴(영어: Yeaton H. Clifton)과 윌리엄 폴(영어: William Pohl)이 발견하였으나, 출판하지 않았다.:95